# Соколіна
Соколіна (пол. Sokolina) — село в Польщі, у гміні Чарноцин Казімерського повіту Свентокшиського воєводства.
Населення — 253 особи (2011).
У 1975-1998 роках село належало до Келецького воєводства.

## Демографія
Демографічна структура на день 31 березня 2011 року:
|          | Загалом | Допрацездатний вік | Працездатний вік | Постпрацездатний вік |
| -------- | ------- | ------------------ | ---------------- | -------------------- |
| Чоловіки | 129     | 14                 | 95               | 20                   |
| Жінки    | 124     | 21                 | 66               | 37                   |
| Разом    | 253     | 35                 | 161              | 57                   |